# Gambrinus

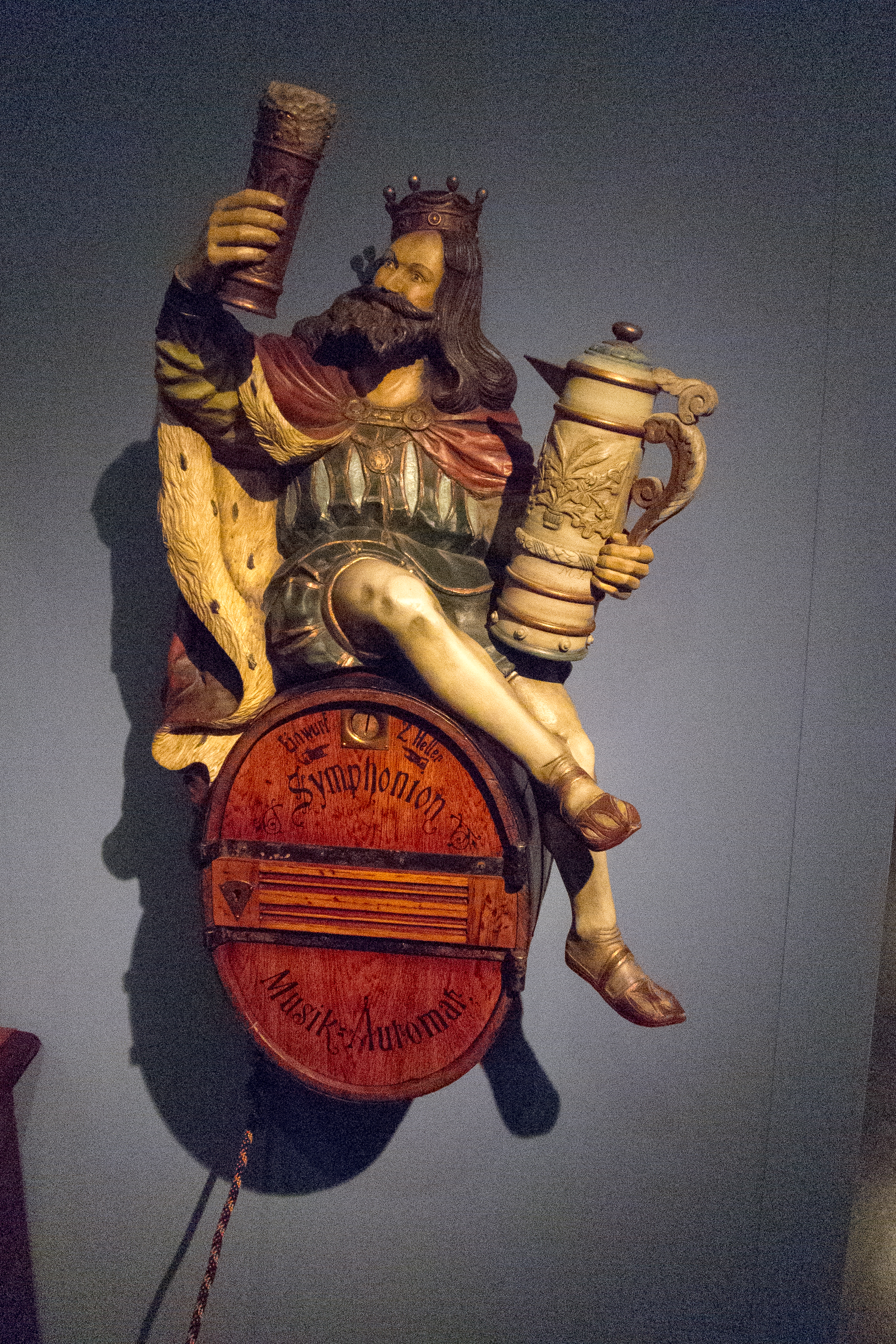
Automate musical à disques évoquant le personnage de Gambrinus, musée des instruments de musique de l'université de Leipzig.

Gambrinus (Jan primus), roi mythique de Flandre et Brabant, est un symbole des amateurs de bière.
Il représente la bonne humeur et la joie de vivre typique des zythophiles (amateurs de bière), en Belgique et dans les Flandres, mais aussi ailleurs en Europe. Dans plusieurs pays il y a une longue tradition de folklore avec des poèmes sur le roi Gambrinus/Gambrivius et la bière. Le poète allemand Burkard Waldis (de) mentionne un certain Gambrivius qui aurait appris l'art de brasser de la déesse Isis, symbole de la fertilité. Une image de Gambrivius (1543) par Peter Flötner avec le poème de Burkard Waldis se trouve au British Museum. En Angleterre, on le chante au XVIIe siècle comme roi britannique, vivant 1 700 ans av. J.-C.. La tradition arrive tard dans le sud de la France, où plusieurs établissements Gambrinus sont ouverts au milieu du XIXe siècle .
Depuis le XIXe siècle, Gambrinus est, à tort, souvent identifié comme Jean Ier de Brabant, duc de Brabant. On identifie, également à tort, parfois Gambrinus à Jean sans Peur, duc de Bourgogne et comte de Flandre entre autres titres, ou encore à Jean IV de Brabant de la maison de Bourgogne.

## La légende de Gambrinus en Flandre française

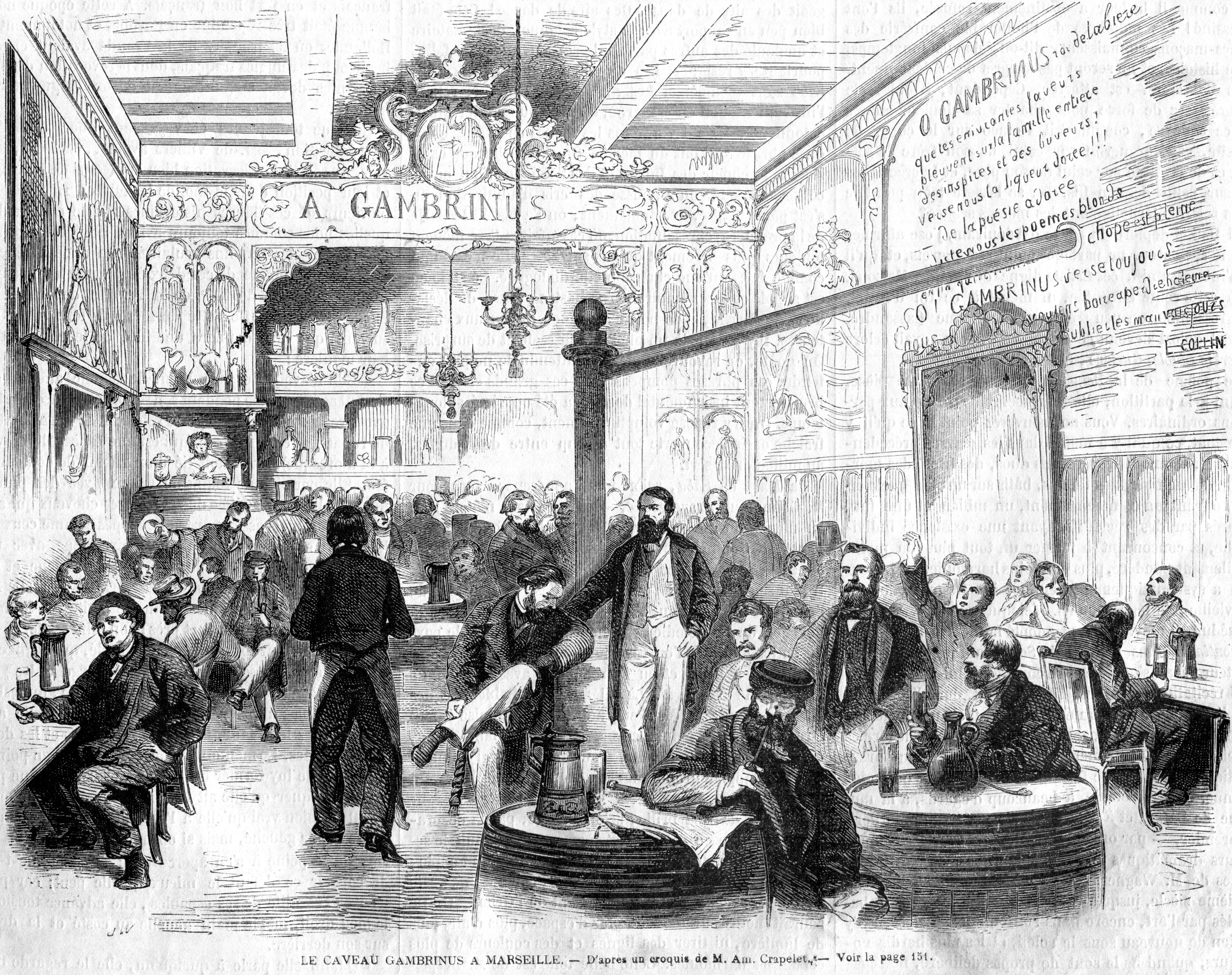
Le caveau Gambrinus à Marseille, ouvert en 1861 (L'Illustration, mars 1862).

Gambrinus habitait à Fresnes-sur-Escaut, une petite ville des Flandres françaises, où il exerçait le métier de carillonneur. Il était amoureux de Flandrine, la fille de son maître, qui était verrier ; mais Flandrine n’était pas amoureuse de lui. Il se mit à trembler, au point de ne plus pouvoir jouer, et les habitants de Fresnes le mirent en prison pour tapage nocturne après l’avoir insulté et roué de coups. Quand il fut libéré un mois plus tard, il voulut se suicider, mais le diable lui proposa d'oublier Flandrine en échange de son âme qu'il viendrait chercher trente ans plus tard. Gambrinus accepta le pacte. Il s'enrichit par des jeux d’argent, mais il n’avait toujours pas oublié la fille du verrier.
Il rencontra de nouveau le diable, qui lui donna des graines pour planter du houblon et lui montra comment fabriquer un carillon auquel nul ne pourrait résister. Gambrinus organisa alors une fête où tous étaient conviés. Les habitants de Fresnes trouvèrent la bière fort amère. Gambrinus commença alors à jouer du carillon et tout le monde dansa jusqu'à épuisement. La vengeance de Gambrinus était accomplie. Mais les habitants se précipitèrent sur la bière pour se rafraîchir et se rendirent compte que plus on en buvait, plus elle était douce.
La boisson se fit connaître au-delà des frontières du pays et le roi des Flandres, pour récompenser Gambrinus de ce succès, le nomma duc, comte et seigneur. Mais il préféra le titre de « Roi de la bière » que lui avaient donné les habitants de Fresnes. Peu de temps après, Flandrine se décida à lui parler, mais il ne l’avait pas reconnue et lui offrit à boire… il l’avait oubliée.
Lorsque les trente années furent passées et que le diable revint, Gambrinus joua du carillon jusqu’à ce que le diable trouve cela insupportable et disparaisse sans demander son reste. Gambrinus vécut heureux cent ans encore, tout en continuant à boire de la bière et à jouer du carillon. Lorsqu’il mourut, on retrouva à sa place un tonneau de bière : c’est pourquoi il n’a pas de tombe.

## Géant de parade

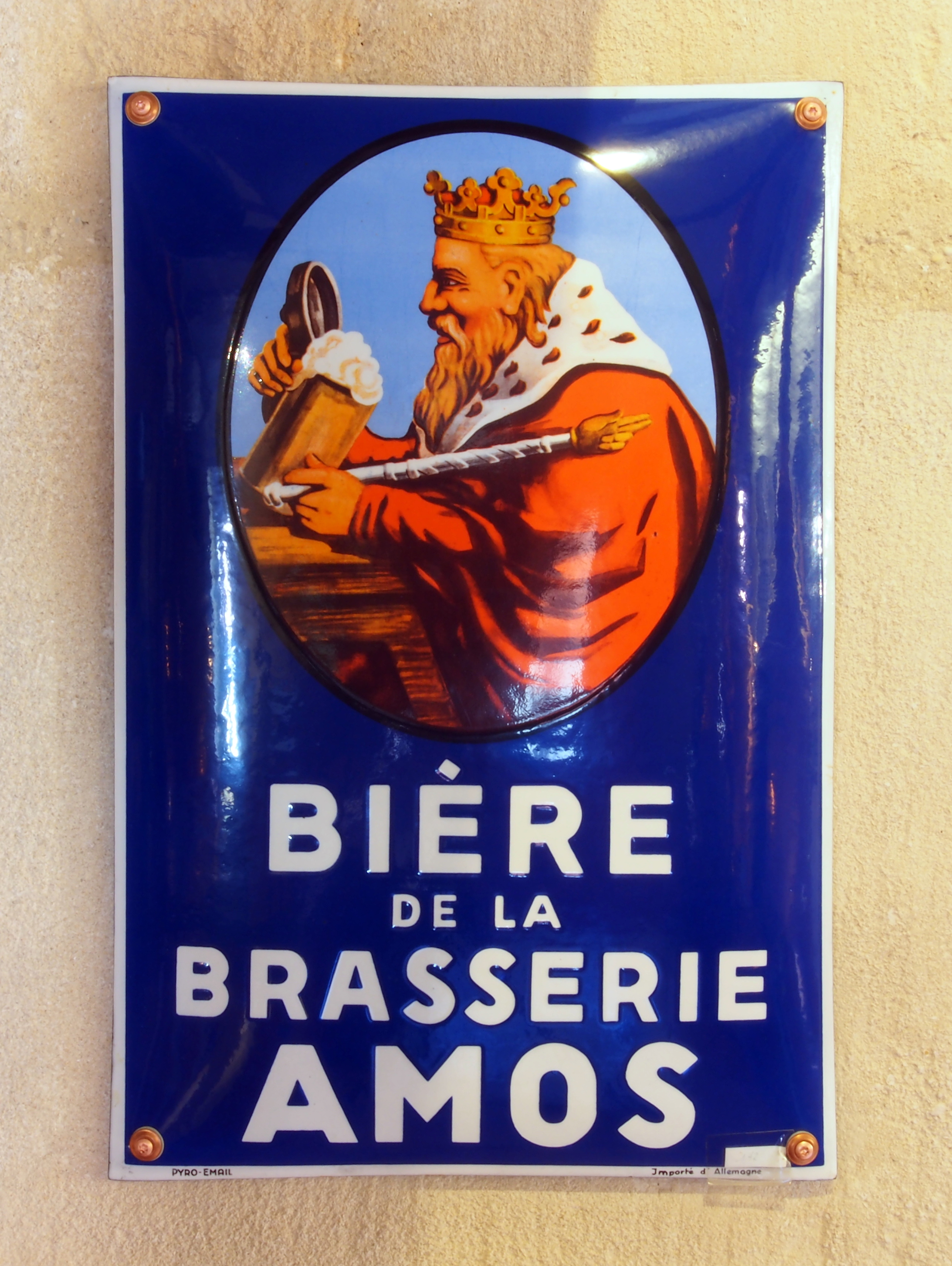
Bière de la brasserie Amos (Metz).

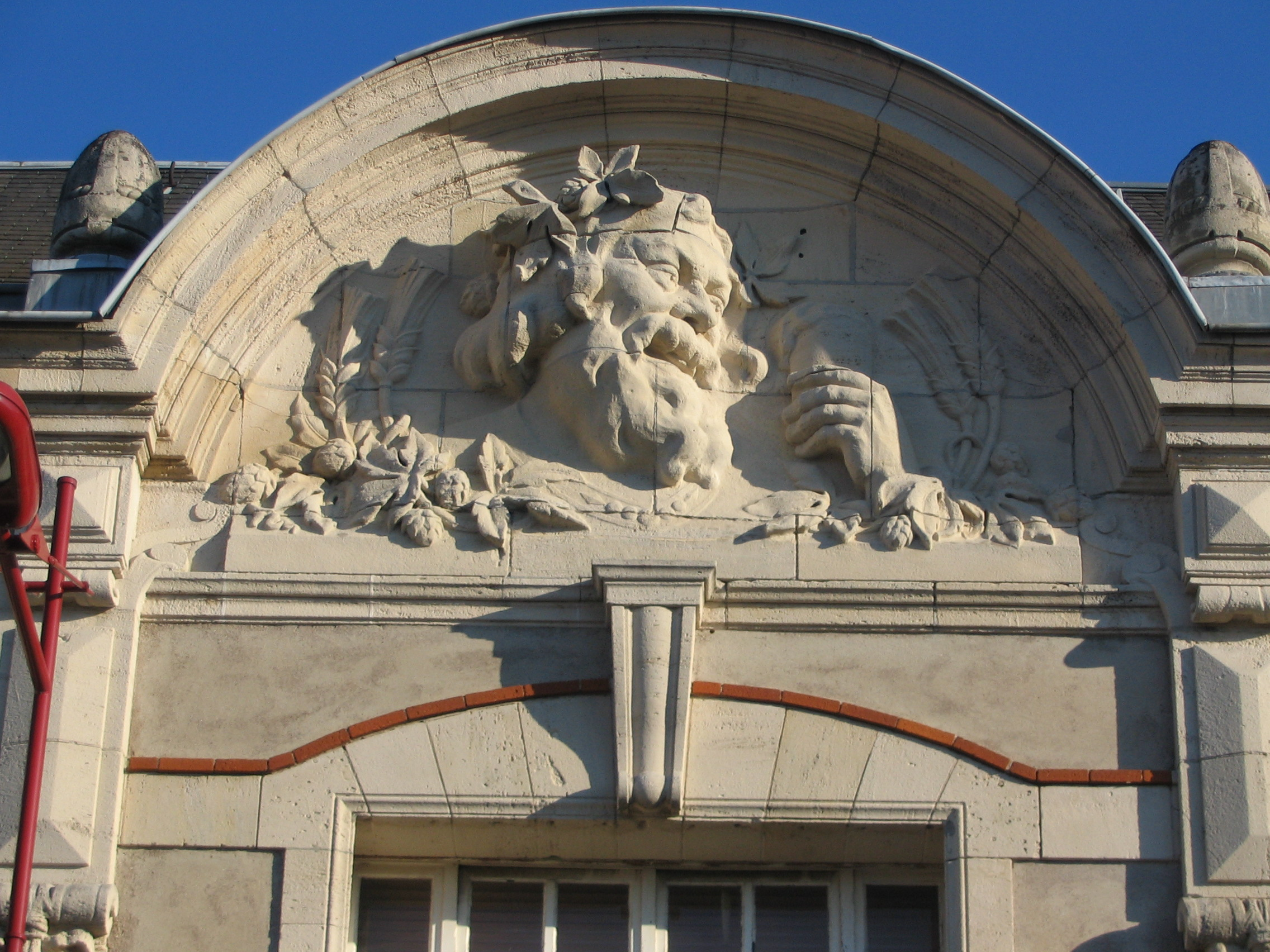
Gambrinus sur le fronton de l'ancien bâtiment administratif de la Brasserie de Champigneulles.

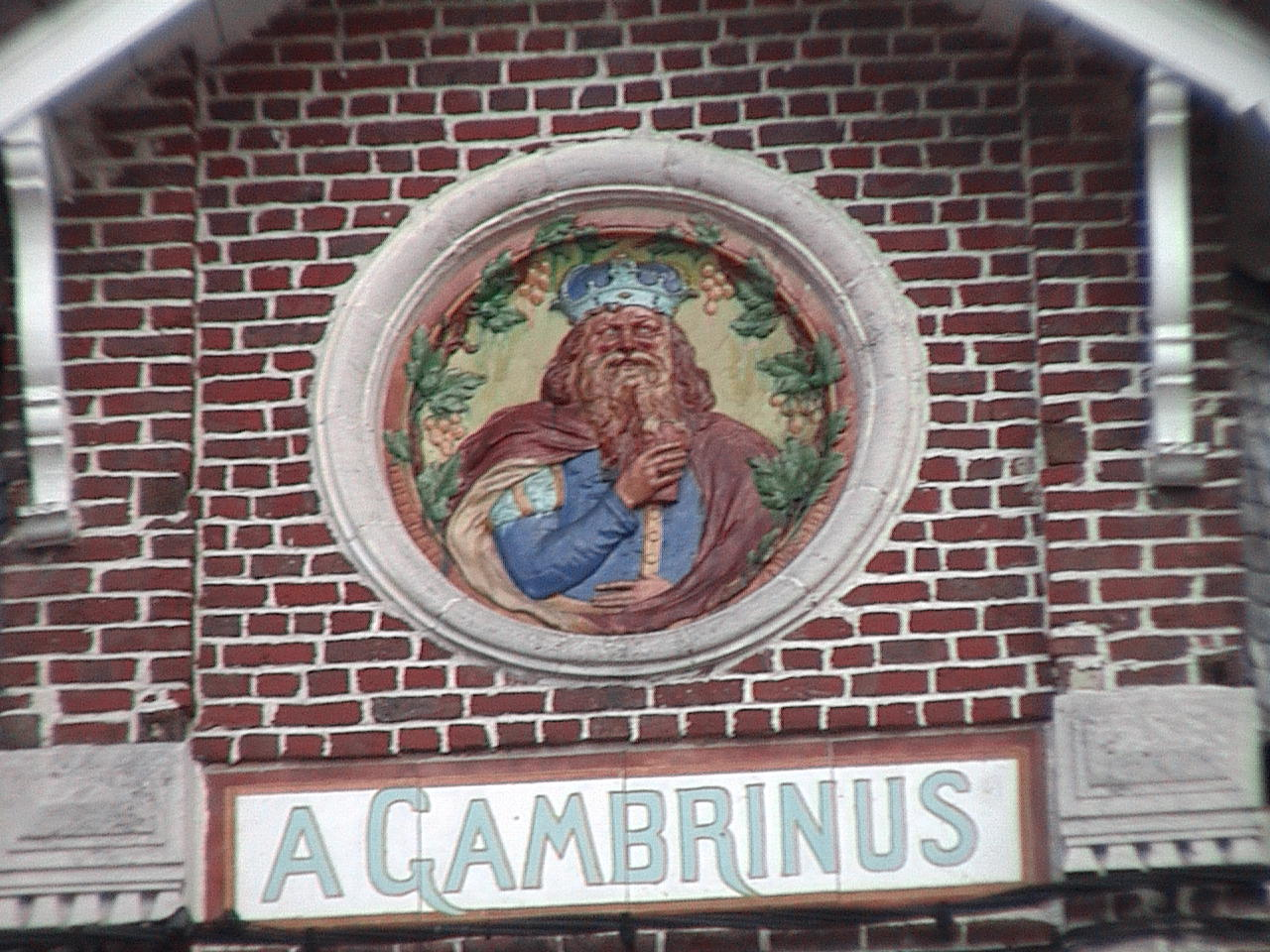
Enseigne d'un ancien estaminet à Steenvoorde.

Gambrinus est devenu le géant de plusieurs villes du nord de la France. Successivement géant de Lille, Armentières, Steenvoorde et Béthune.

## La bière Gambrinus
Gambrinus est aussi le nom de bars, de brasseries, de restaurants ainsi que de marques de bière répandues :
- Bières
  - Brasserie Amos: brasserie fondée à Metz en 1868 dont le logo reprend l'image de Gambrinus;
  - Rosé de Gambrinus de la brasserie Cantillon en Belgique[6]
  - Bière Battin Gambrinus de la Brasserie Nationale à Bascharage au G.D. de Luxembourg
  - Gambrinus de la brasserie Gambrinus à Pilsen en République tchèque

- Brasseries
  - Gambrinus, brasserie à Bahia Blanca en Argentine
  - The Gambrinus Company à San Antonio dans le Texas aux États-Unis
  - Gambrinus Brewing Company à Oshkosh dans le Wisconsin aux États-Unis
  - Gambrinus, brasserie à Trois-Rivières au Québec (Canada)[7]
  - Gambrinus, brasserie à Bucarest en Roumanie[8]

- France
  - Ô Gambrinus à Albi
  - Le Grand Gambrinus, brasserie-bar à Alès
  - Le Bacchus et Gambrinus à Auxerre
  - Le Gambrinus, bar et restaurant à Avignon
  - Le Gambrinus, pub irlandais à Draguignan
  - Trésors de Gambrinus, Bistrocash à Gentilly
  - Gambrinus, brasserie à Mulhouse
  - Gambrinus, taverne à Saint-Michel-sur-Orge
  - Le Gambrinus à Tours
  - Gambrinus, bar à Vire Normandie
  - Le Gambrinus, bar rue de Gand, à Lille

- Belgique
  - Le Gambrinus, bar à Aywaille
  - Gambrinus, bar de Jupille-sur-Meuse (Liège)
  - Gambrinus, restaurant sur le Grote Markt de Louvain
  - Gambrinus, restaurant sur le Grote Markt de Tirlemont

- Autres pays
  - Le Gambrinus, pub à Levanto en Italie
  - Caffè Gambrinus à Naples en Italie
  - Gambrinus, bar et restaurant à proximité du marché central.de Meknès au Maroc
  - Gambrinus, restaurant à Porrentruy dans le canton du Jura en Suisse